# Руслан Пономариов
Руслан Олехович Пономарјов (укр. Русла́н Оле́гович Пономарьо́в; рођен 11. октобра 1983) је украјински шаховски велемајстор. Био је светски шампион ФИДЕ у шаху од 2002. до 2004. године. Освојио је првенство Украјине у шаху 2011.
Био је вицешампион на Светском првенству у шаху 2005. и Светском првенству у шаху 2009. године, док је 2011. стигао до полуфинала а 2007. године до четвртфинала.

## Рана каријера
Пономарјов је рођен у Хорливки у Украјини . Отац га је научио да игра шах са 5 година. Са 9 година постаје играч прве категорије, а септембра 1993. прелази у Краматорск. Овде је Пономарјев похађао шаховску школу А. В. Момот, а обучавао га је Борис Пономарјов. 1994. године је са десет година био трећи на Светском првенству до 12 година. Године 1996. освојио је Европско првенство до 18 година са само дванаест година, а следеће године освојио је Светско првенство до 18 година. 1998. године, са својих четрнаест година, добио је титулу велемајстора, што га чини најмлађим велемајстором у то време. Године 1999. био је члан омладинске репрезентације Украјине, која је победила на шаховској олимпијади до 16 година у Артеку у Украјини.
Међу запаженијим каснијим резултатима Пономарјова су прво место на Зонском турниру у Доњецку 1998. 5/7 резултат на Европском купу клубова 2000. (тада је победио тадашњег ФИДЕ светског шампиона Александра Халифмана), групно прво место са 7½/9 на турниру у Торшавну, 8½/11 за Украјину на шаховској олимпијади 2001. у Истанбулу, освојивши златну медаљу на дасци 2 и прво место са 7/10 на Гувернеровом купу 2001. у Краматорску.

## ФИДЕ светски шампион у шаху 2002
Године 2002. победио је свог сународника Васила Иванчука у финалу ФИДЕ Светског првенства у шаху 2002. године и постао ФИДЕ светски шампион са 18 година, први тинејџер и најмлађа особа којој је то успело.
Исте године завршио је други на веома јаком турниру Линарес, иза Гарија Каспарова . Његов резултат на јаком Цорус турниру 2003. у Вајк ан Зеу није био тако добар – упркос томе што је имао трећи највиши Ело рејтинг, завршио је грпуно тек на једанаестом месту од четрнаест играча са 6/13, а на Линаресу је исте године завршио тек пети од седам са 5½/12.
Било је планова да одигра меч од четрнаест дуела против Каспарова на Јалти у септембру 2003. чији би победник играо са победником меча између Владимира Крамника и Петра Лекоа у оквиру „Прашког споразума“ о поновном уједињењу Светског првенства у шаху (од 1993. до 2006. била су два светска првенства у шаху). Међутим, ФИДЕ је отакзала тај меч на основу тога што Пономарјов није на време потписао уговор. Каспаров је увек наводио неједнакост у уговорима за оба кандидата.
Пономарјов је био ФИДЕ шампион све док Рустам Касимџанов није освојио ФИДЕ Светско првенство у шаху 2004. године.

## Каријера после првенства
На његов 20. рођендан, 11. октобра 2003, постао је први играч високог ранга који је изгубио меч због тога што му је мобилни телефон звонио током игре. Ово се догодило у првом колу Европског екипног првенства у шаху у Пловдиву, у Бугарској, када је Пономарјев играо са црним против шведског грандмастера Евгенија Агреста.
Пономарјов је 2004. године са украјинским тимом освојио златно одличје на шаховској олимпијади одржаној у граду Калвија у Шпанији .
2005. освојио је 15. турнир у Памплони . Освојио је и блиц турнир у Одеси, Украјина, и Златни блиц куп у Москви . Коначно, те године је стигао до финала Светског првенства у шаху против Левона Аронијана, који је освојо првенство. Пономарјов је победио Фрица(немачки шаховски програм) под условима турнира, на 2. такмичењу у Билбау, Шпанија. Ово је последњи пут да је човек победио врхунски рачунар са једнаким шансама под условима турнира.
2006. дели прво место са Аронијаном и Питером Леком на турниру Тал меморијал у Москви.
Друга позиција на Светском првенству у шаху 2005. квалификовала га је за турнир кандидата 2007. године. Пономарјов је изгубио у првом колу, у мечу од шест дуела од Сергеја Рубљовског, чиме се није квалификовао за Светско првенство исте године. Од 2021. ово је његово једино појављивање на датом турниру.
Године 2009. поделио је прво место са Хикаруом Накамуром на шаховском фестивалу у Сан Себастијану, Шпанија . Накамура је победио у тај-брејк блиц гемовима 2–0. Пономарјов је те године у тај-брејку одбранио вицешампионско место на Светском првенству у шаху где је у финалу играо против Израелца Бориса Гелфанда . После четири класичне игре, четири брзе игре и две блиц игре са нерешеним резултатом, Гелфанд је коначно победио у последњем сету од два блиц гема.
У јулу 2010, Пономарјов је овојио престижни турнир у Дортмунду, поен изнад Ле Кванг Лијема из Вијетнама. У септембру исте године, Украјина је опет освојила златну медаљу на шаховској олимпијади у Ханти-Мансијску у Русији у екипи у којој су били Васил Иванчук, Руслан Пономарјов, Павел Ељанов, Захар Ефименко и Александар Мојсенко.
У фебруару 2011. године, након што је заузео последње место на Светском првенству у блицу у новембру 2010. у Москви, Пономарјов је показао велики напредак на јаком Аерофлот Блиц-у одржаном у истом граду достигавши друго место, само пола бода иза Шакријара Мамеђарова .
У јуну 2011. освојио је 80. првенство Украјине у шаху, најјаче до сада, са 8½/11 и рејтингом од 2853.